# University for Development Studies

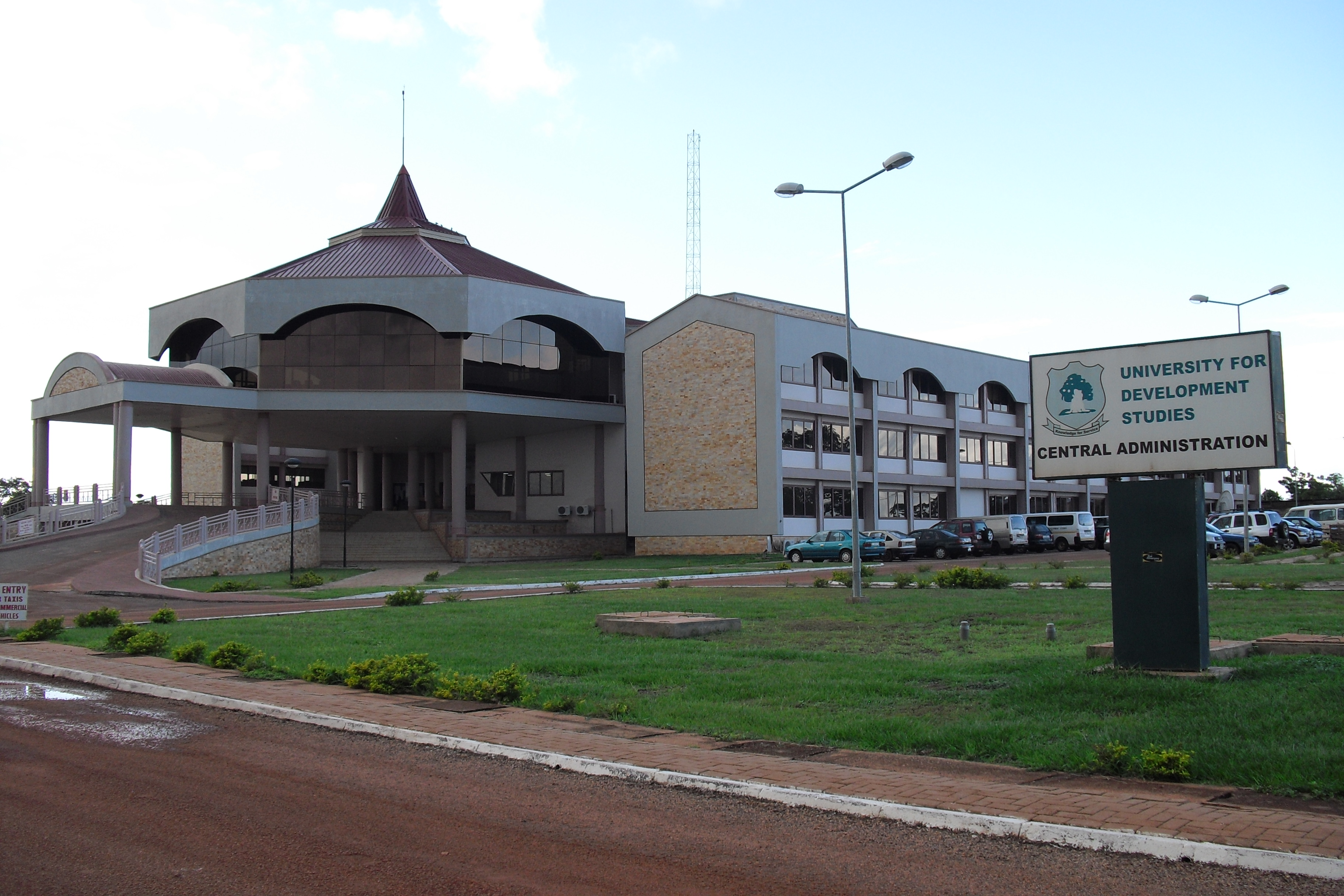
Verwaltungsgebäude der UDS in Tamale

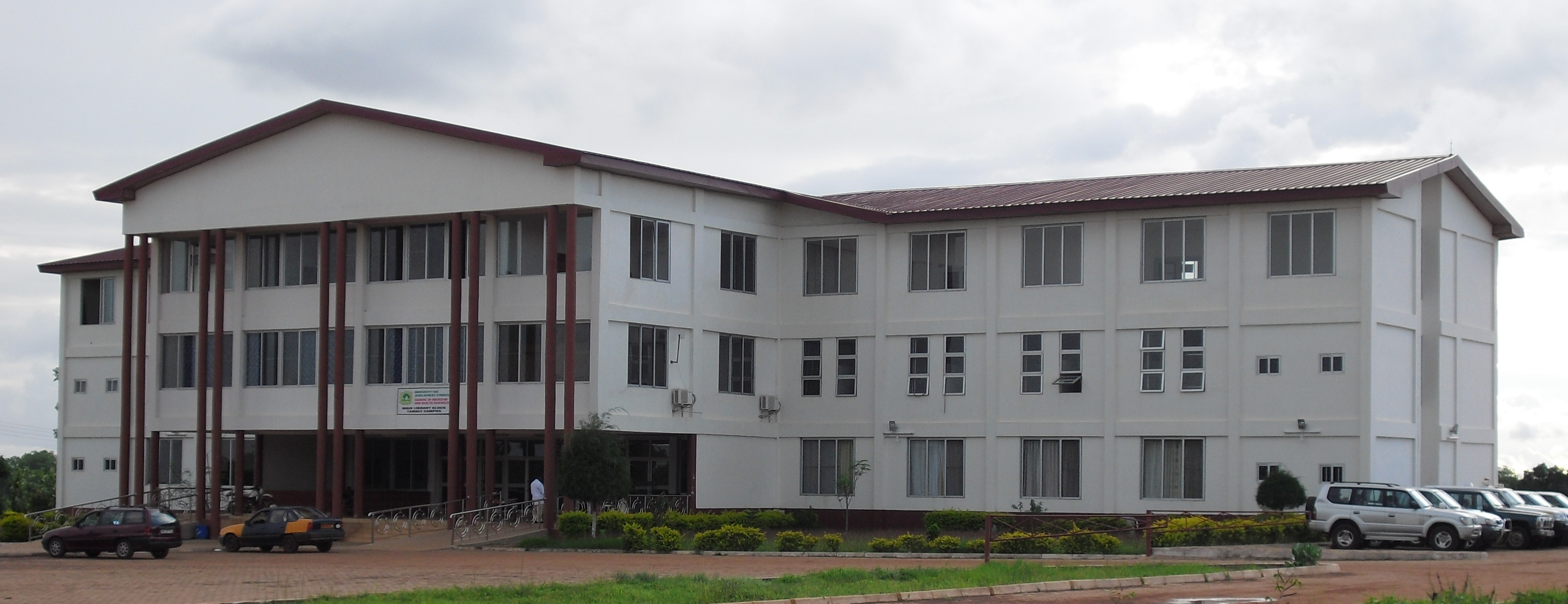
Fakultät für Medizin und Gesundheit in Tamale

Die University for Development Studies (dt. Universität für Entwicklungsstudien) (kurz: UDS) in Tamale ist eine der sieben Universitäten in Ghana. Sie ist die nördlichste aller Universitäten und mit dem Gründungsdatum 1992 als fünfte Universität in Ghana gegründet worden. An der UDS können die Studierenden die Fächer Landwirtschaft, Medizin, angewandte Naturwissenschaften, Integrierte Entwicklungsstudien, interdisziplinäre Forschung belegen.

## Campus
Die Universität ist verteilt auf fünf Lehrstätten:
- "Tamale Campus" in Tamale mit der Fakultät für Medizin und Gesundheit (gleichzeitig Sitz der Administration) 9° 22′ 26″ N, 0° 53′ 3″ W
- "Nyankpala Tamale Campus" in Nyankpala bei Tamale mit der Fakultät für Landwirtschaft 9° 25′ 4″ N, 0° 59′ 7″ W
- Navrongo Campus in Navrongo mit der Fakultät für angewandte Naturwissenschaften 10° 52′ 2″ N, 1° 4′ 34″ W,
- Kintampo Campus in Kintampo mit der Fakultät für Gesundheit 8° 3′ 9″ N, 1° 44′ 0″ W
- Wa Kampus in Wa mit der Fakultät für Integrierte Entwicklungsstudien 10° 3′ 12″ N, 2° 32′ 2″ W